# Мајкл Б. Џордан
Мајкл Бакари Џордан (енгл. Michael Bakari Jordan; Санта Ана, 9. фебруар 1987) амерички је глумац, продуцент и редитељ. Познат је по улози Адониса Крида у филму Крид: Рађање легенде (2015) и Ерика Килмонгера у филму Црни Пантер (2018).
Године 2020. проглашен је једним од 100 најутицајнијих људи у свету од стране часописа -Time}-, као и најсексипилнијим мушкарцем од стране часописа -People}-. Исте године, -The New York Times}- сврстао га је на 15. место списка 25 најбољих глумаца 21. века.

## Биографија
Рођен је 9. фебруара 1987. године у Санта Ани, у породици Доне и Мајкла А. Џордана. Има сестру Џамилу и млађег брата Калида, који је 2010. потписао да буде фудбалер на Универзитету у Хоуарду. Џорданова породица провела је две године у Калифорнији пре него што се преселила у Њуарк. Похађао је средњу уметничку школу Њуарк, где његова мајка ради и где је играо кошарку.

## Приватни живот
Џордан живи у Лос Анђелесу од 2006. године. Одрастао је у религиозном домаћинству и себе сматра духовним. Од 2018. године живи са родитељима у кући у Шерман Оуксу коју је купио. Џордан је такође обожавалац анимеа, посебно франшиза Наруто: Шипуден и Змајева кугла.
У октобру 2020. године, Џордан је скренуо пажњу на сукоб око Нагорно-Карабаха између Јерменије и Азербејџана, твитујући „Нема више геноцида! Размишљам о својим јерменским пријатељима и људима у сукоби свуда, и користим ову апликацију да видим шта медији не желе да покажу.”

## Филмографија

### Филм
| Улоге на филму |                                 |               |                                     | |
| Година         | Српски назив                    | Изворни назив | Улога                               | Напомена |
| 1999.          | Црно и бело                     |               | тинејџер 2                          | |
| 2006.          | На прву лопту                   |               | Џамал                               | |
| 2007.          | Замрачење                       |               | Си Џеј                              | |
| 2009.          | Пастор Браун                    |               | Тарик Браун                         | |
| 2012.          | Црвени репови                   |               | Морис Вилсон                        | |
| 2012.          | Хроника                         |               | Стив Монтгомери                     | |
| 2013.          | Станица Фруитвејл               |               | Оскар Грант                         | номинација - Награда Спирит за најбољег глумца у главној улози |
| 2013.          | Лига правде: Временски парадокс |               | Виктор Стоун/Киборг (глас)          | |
| 2014.          | Да ли смо ми у шеми?            |               | Скарлет                             | |
| 2015.          | Крид: Рађање легенде            |               | Адонис Џонсон Крид                  | номинација - Награда Емпајер за најбољег глумца номинација - Онлајн награда Друштва филмских критичара за најбољу главну мушку улогу номинација - МТВ филмска награда за најбољу улогу |
| 2015.          | Фантастична четворка            |               | Џони Сторм / Људска Бакља           | |
| 2018.          | Црни Пантер                     |               | Н'Џадака / Ерик „Килмонгер” Стивенс | |
| 2018.          | Крид 2                          |               | Адонис Џонсон Крид                  | |
| 2019.          | Право на приговор               |               | Брајан Стивенсон                    | такође продуцент |
| 2021.          | Без кајања                      |               | Џон Кларк                           | такође продуцент |
| 2021.          | Свемирски баскет: Ново наслеђе  |               | самог себе                          | камео |
| 2022.          | Црни Пантер: Ваканда заувек     |               | Н'Џадака / Ерик „Килмонгер” Стивенс | камео |
| 2023.          | Крид 3                          |               | Адонис Џонсон Крид                  | такође режисер |
| 2025.          | Грешници                        |               | Смоук / Стек                        | |

### Телевизија
| Улоге на телевизији |                                |               |                                            |                                             |
| Година              | Српски назив                   | Изворни назив | Улога                                      | Напомена                                    |
| 1999.               | Породица Сопрано               |               | дечак                                      | епизода:                                    |
| 1999.               | Козби                          |               | Мајк                                       | епизода:                                    |
| 2002.               | Жица                           |               | Волас                                      | 12 епизода                                  |
| 2003–06.            | Сва моја деца                  |               | Реџи Портер Монтгамери                     | 59 епизода                                  |
| 2006.               | Место злочина: Лас Вегас       |               | Морис                                      | епизода:                                    |
| 2006.               | Без трага                      |               | Џеси Луис                                  | епизода:                                    |
| 2007.               | Злочини из прошлости           |               | Мајкл Картер                               | епизода:                                    |
| 2009.               | Одстрел                        |               | Кори Џенсен                                | епизода:                                    |
| 2009.               | Боунс                          |               | Пери Вилсон                                | епизода:                                    |
| 2009.               | Асистенти                      |               | Нејт Ворен                                 | 13 епизода                                  |
| 2009–11.            | Најбољи тим                    |               | Винс Хауард                                | 26 епизода                                  |
| 2010.               | Ред и закон: Злочиначке намере |               | Дени Форд                                  | епизода:                                    |
| 2010.               | Лажи ме                        |               | Ки                                         | 2 епизоде                                   |
| 2010–11.            | Родитељство                    |               | Алекс                                      | 16 епизода                                  |
| 2012.               | Доктор Хаус                    |               | Вил Вествуд                                | епизода:                                    |
| 2018.               | Фаренхајт 451                  |               | Гај Монтаг                                 | телевизијски филм; такође продуцент         |
| 2019—данас          |                                |               | Џулијан Чејс (глас)                        | 8 епизода такође извршни продуцент          |
| 2019—данас          | Дионово одрастање              | [ 20 ]        | Марк Ворен                                 | 3 епизоде, такође извршни продуцент         |
| 2021.               | Љубав, смрт и роботи           |               | (глас)                                     | такође глума за снимање покрета епизода: „” |
| 2021.               | Шта ако...?                    |               | Н'Џадака / Ерик „Килмонгер” Стивенс (глас) | гостујућа улога                             |